# Bernhard Tönnies
Bernhard Tönnies (* 12. April 1960 in Vechta) ist ein deutscher Bibliothekar, Handschriftenforscher und Historiker.

## Leben und Wirken
Bernhard Tönnies studierte nach seiner 1978 am Gymnasium Antonianum Vechta abgelegten Reifeprüfung zunächst an der Ruhr-Universität Bochum, danach an der Georg-August-Universität Göttingen. Seine Studienfächer waren Alte Geschichte, Mittlere und Neuere Geschichte, Latein und Mittellatein. Nach dem Staatsexamen 1985 wurde er 1988 in Göttingen bei Jochen Bleicken mit einem Thema zur Geschichte der Ostgoten promoviert. Seine berufliche Tätigkeit begann 1985/86 an der Abt. Vechta der Universität Osnabrück, an der er als wissenschaftlicher Mitarbeiter beim Aufbau des Studiengangs Latein mitwirkte. 1989 katalogisierte er an der Herzog August Bibliothek Wolfenbüttel Handschriften aus Osnabrück, ehe er von 1989 bis 1991 das Bibliotheksreferendariat an der Universitätsbibliothek Heidelberg und an der Bibliotheksschule Frankfurt am Main absolvierte.
Ab 1991 beschrieb er im Handschriftenzentrum der Stadt- und Universitätsbibliothek Frankfurt am Main in einem von der Deutschen Forschungsgemeinschaft geförderten Projekt Handschriften der Thüringer Universitäts- und Landesbibliothek Jena. Seit 1995 und bis zum Eintritt in den Ruhestand 2024 leitete Bernhard Tönnies in der Nachfolge von Gerhardt Powitz die Handschriften- und Inkunabelabteilung und das Handschriftenzentrum an der Universitätsbibliothek Johann Christian Senckenberg Frankfurt am Main. Tönnies ist Verfasser bzw. Mitverfasser von Handschriftenkatalogen, betreute Handschriftenprojekte zu Beständen der Stadtbibliothek Mainz, der Thüringer Universitäts- und Landesbibliothek Jena, der Universitätsbibliothek Leipzig, der Universitätsbibliothek Gießen und der Bibliothèque nationale du Luxembourg und war über viele Jahre Mitglied in der Arbeitsgemeinschaft der deutschen Handschriftenzentren. Außerdem wurde in seiner Amtszeit der größte Teil des Frankfurter Handschriftenbestandes digitalisiert.

## Veröffentlichungen (Auswahl)
- Die Amalertradition in den Quellen zur Geschichte der Ostgoten. Untersuchungen zu Cassiodor, Jordanes, Ennodius und den Excerpta Valesiana (Beiträge zur Altertumswissenschaft 8), Hildesheim 1989.
- Die Ausgrabungen in Kalkriese und Tac.ann.1,60,3. Eine Lösung für die Varusschlachtfrage in Sicht? In: Hermes, Bd. 120, 1992, S. 461–465.
- (mit Udo Kühne und Anette Haucap): Handschriften in Osnabrück. Bischöfliches Archiv, Gymnasium Carolinum, Bischöfliches Generalvikariat, Kulturgeschichtliches Museum, Niedersächsisches Staatsarchiv, Diözesanmuseum, Pfarrarchiv St. Johann (Mittelalterliche Handschriften in Niedersachsen, Kurzkatalog 2), Wiesbaden 1993.
- Der Katalog "Handschriften in Osnabrück". Ein kurzer Rückblick mit Nachträgen. In: Osnabrücker Mitteilungen, Bd. 102, 1997, S. 221–227.
- Die mittelalterlichen lateinischen Handschriften der Electoralis-Gruppe (Die Handschriften der Thüringer Universitäts- und Landesbibliothek Jena, Bd. 1), Wiesbaden 2002.
- Frankfurter Handschriftenschätze. Die schönsten illustrierten Handschriften aus dem Bestand der Stadt- und Universitätsbibliothek Frankfurt am Main (Frankfurter Bibliotheksschriften, Bd. 10), Frankfurt am Main 2003.
- (mit Hans Butzmann): Cassiodor-Studien. In: Wolfenbütteler Beiträge, Bd. 14, 2006, S. 9–72.
- Drei Bücherverzeichnisse aus dem Prämonstratenserkloster Mildenfurth. In: Scriptorium, Bd. 62, 2008, S. 286–327.
- (mit Bettina Klein-Ilbeck, Joachim Ott und Gerhardt Powitz): Die mittelalterlichen lateinischen Handschriften der Signaturreihen außerhalb der Electoralis-Gruppe (Die Handschriften der Thüringer Universitäts- und Landesbibliothek Jena, Bd. 2), Wiesbaden 2009.
- La redécouverte de deux manuscrits disparus de la collection Rüppell. In: Bulletin du bibliophile, Jg. 2012, H. 2, S. 345 ‒ 348.
- Verlust und Wiederauffindung äthiopischer Handschriften aus der Sammlung Rüppell. In: Aethiopica, Bd. 15, 2012, S. 228–232.
- Von äthiopischen Handschriften und ausgelagerten Büchern. Die Auslagerung der Frankfurter Bibliotheken im Zweiten Weltkrieg und die Sammlung Rüppell: der Verlust einiger Handschriften und ihre Wiederauffindung (Frankfurter Bibliotheksschriften, Bd. 18), Frankfurt am Main 2016.
- Nachruf auf Dr. Gerhardt Powitz. In: Gutenberg-Jahrbuch 96, 2021, S. 309–310.